# Euphorbia neococcinea
Euphorbia neococcinea är en törelväxtart som beskrevs av Peter Vincent Bruyns. Euphorbia neococcinea ingår i släktet törlar, och familjen törelväxter.
Artens utbredningsområde är Tanzania. Inga underarter finns listade i Catalogue of Life.

## Bildgalleri

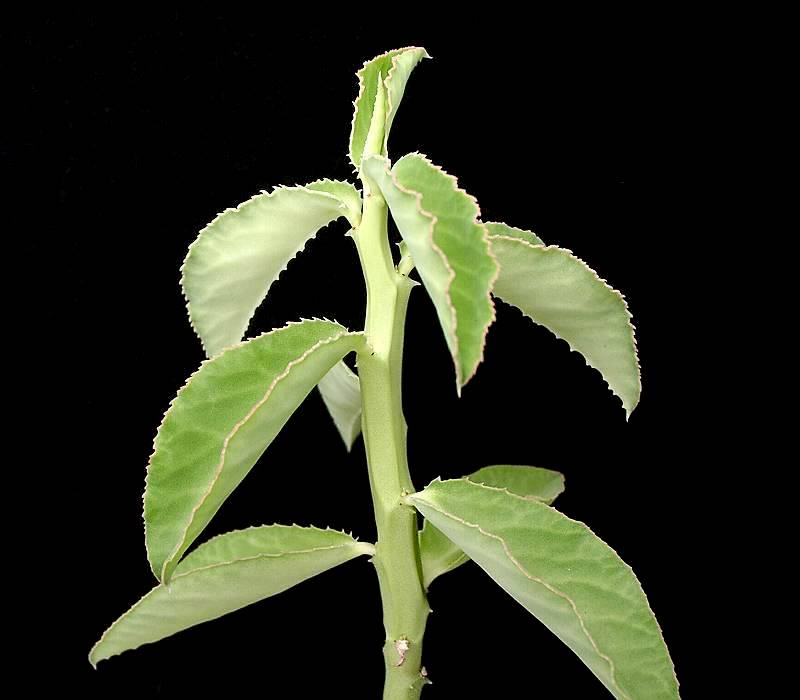
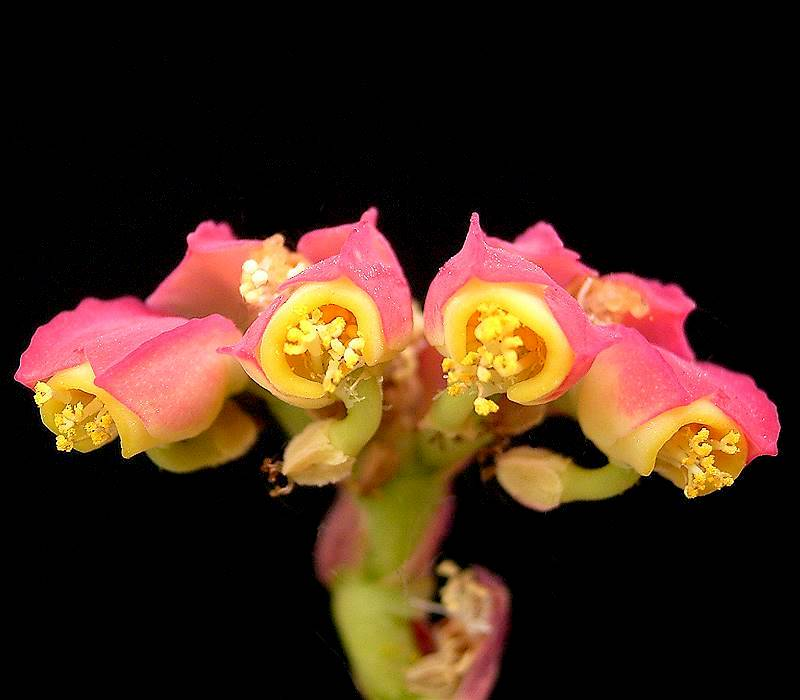
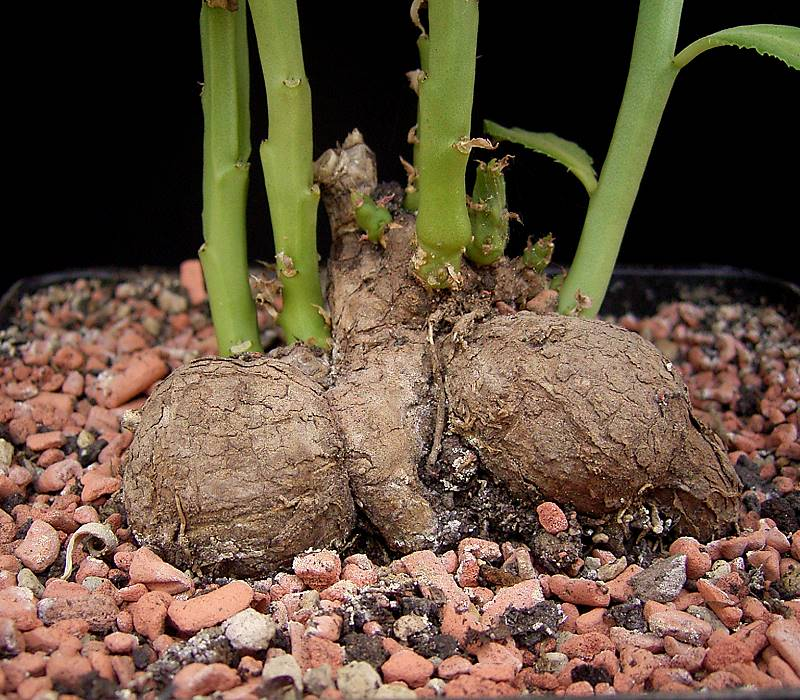
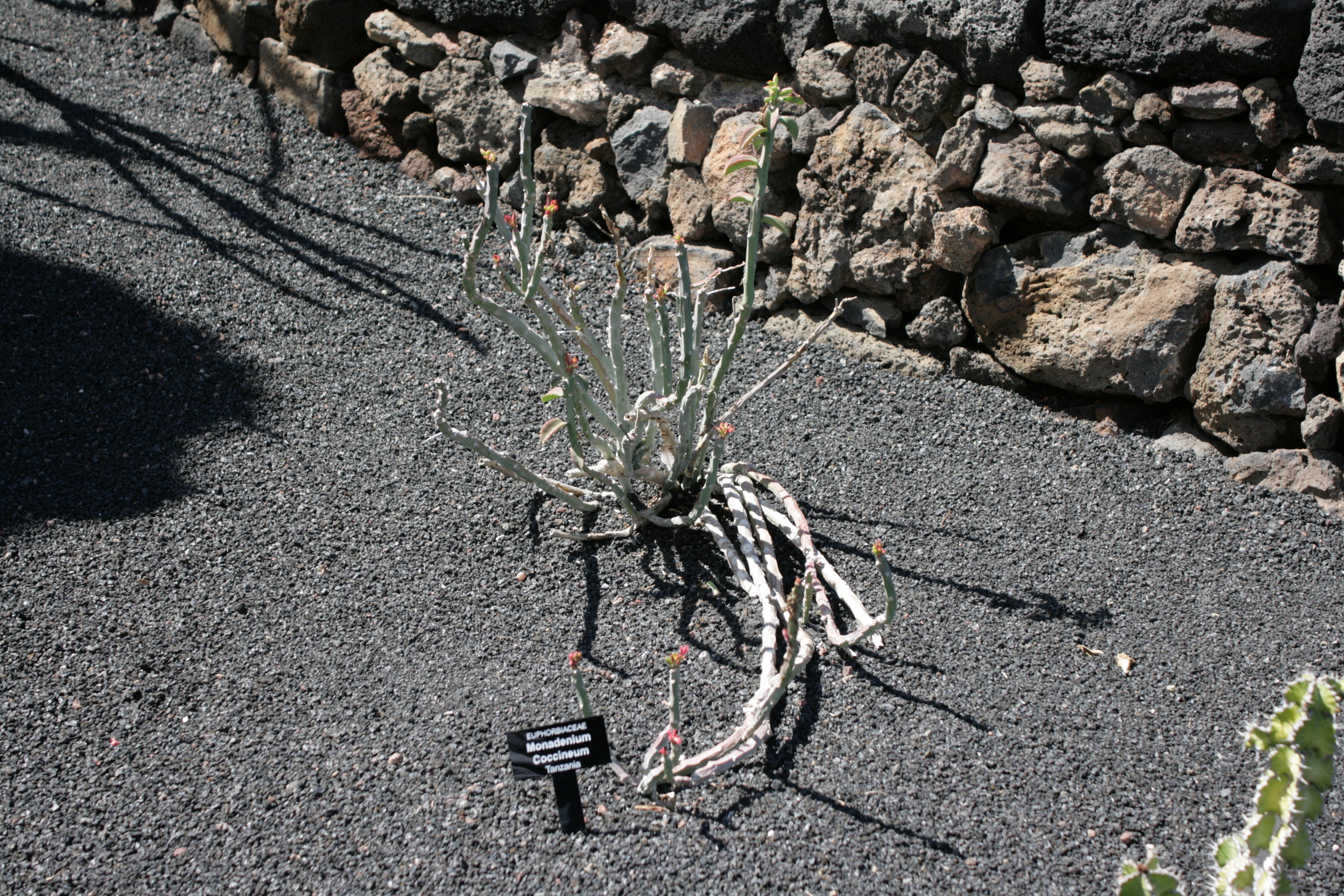